# Simon Reynolds
Simon Reynolds (født 19. juni 1963 i London) er en engelsk musikkritiker, der er kendt for at skrive om elektronisk dance-musik. Reynolds har desuden beskæftiget sig med en lang række af kunstnerer og genrer og har skrevet bøger om rock. Han har bl.a. skrevet for Melody Maker, The New York Times, Village Voice, The Guardian, Rolling Stone, The Observer, Artforum, New Statesman, The Wire, Mojo, UNCUT og Spin.